# Guy G. Musser
Pour les articles homonymes, voir Musser.
Guy G. Musser (né le 10 août 1936 à Salt Lake City dans l'Utah et mort en octobre 2019) est un mammalogiste américain.
Il est spécialisé dans l'étude des rongeurs, il commence à publier en 1964 et est toujours actif.
Ph.D., de l'Université du Michigan en 1967 avec A Systematic Study of the Mexican and Guatemalan Gray Squirrel, Sciurus aureogaster F. Cuvier (Rodentia: Sciuridae)

## Honneurs et distinctions
- Clinton Hart Merriam Award de l'American Society of Mammalogists en 1992. Présentation